# 筒子河
39°55′09″N 116°24′07″E / 39.919185°N 116.401866°E
筒子河是北京市中心紫禁城墙外的护城河。因古代五門三朝的規格，宮城南至大明門，所以明代禁宮南面並沒有開鑿筒子河，形成一個「闕」，而清代開暗渠連接南面卻破壞了五門三朝和闕的規格。
全长3.5公里，宽52米。分为西北、东北、西南、东南四部分。在西华门和神武门路面下由涵洞连通。与北京六海相连通。